# Selección de fútbol de Trinidad y Tobago
La selección de fútbol de Trinidad y Tobago, llamada los Soca Warriors (asocia mediante juego de palabras los significados del ritmo musical, la soca, con la idéntica pronunciación en inglés de la palabra soccer), es el equipo representativo de este país y está controlado por la Federación de Fútbol de Trinidad y Tobago.

## Historia

### Inicios
Trinidad y Tobago jugó su primer cotejo internacional el 21 de julio de 1905, ante Guayana Británica, encuentro que acabó con una victoria 1-4 conseguida a domicilio. Entre 1923 y 1933 disputó varios partidos amistosos contra Guayana Británica y Barbados para conseguir el Martínez Shield.

Al no estar afiliada a la FIFA, Trinidad y Tobago no jugó ningún encuentro de clasificación al Mundial entre 1930 y 1962. Sin embargo, a mediados de los años 1950, una selección británica (conocida como la selección de la FA) hizo una gira por el Caribe enfrentando a diversos equipos de la región, entre los cuales Trinidad y Tobago a quien derrotó cuatro veces entre el 26 de mayo y el 4 de junio de 1955.

### De 1963 a 1989
Trinidad y Tobago se afilió a la CONCACAF en 1962 y dos años después a la FIFA, lo que le permitió disputar su primera eliminatoria, en el proceso de clasificación al Mundial de 1966, encuadrada en el grupo 3 de la primera ronda junto a las selecciones de Costa Rica y Guayana Neerlandesa. Solo pudo derrotar a Guayana Neerlandesa 4-1 en Puerto España perdiendo sus demás encuentros lo que le valió finalizar última del grupo. Si bien Trinidad y Tobago no participó de las dos primeras ediciones del Campeonato Concacaf de Naciones, logró finalizar en cuarto lugar en 1967. Clasificaría a las rondas finales de los torneos de 1969 y 1971 (que organizó) donde acabaría en quinta posición.

Para las eliminatorias al Mundial de 1970 compartió el grupo 2 de la primera ronda junto a Guatemala y Haití. Como cuatro años atrás quedó ubicada en la última posición, con 3 puntos, aunque consiguió derrotar a Haití 4-2 en Puerto Príncipe.
A partir de 1973, el Campeonato Concacaf de Naciones coincidiría con las rondas finales de los torneos eliminatorios. Así pues, en el marco de las eliminatorias al Mundial de 1974, Trinidad y Tobago logró clasificar al Campeonato Concacaf de 1973 después de haber eliminado a Antigua y Barbuda y Guayana Neerlandesa en el grupo 6 de la primera fase con una goleada de escándalo (11-1) propinada a Antigua y Barbuda en Puerto España. 

### Premundial en Haití en 1973
Organizada en Puerto Príncipe, el VI Campeonato Concacaf de Naciones de 1973 vio a los Soca Warriors terminar subcampeones del certamen, con polémica incluida, ya que en el partido que perdieron ante el local Haití (1-2), al atacante trinitense Steve Davis le anularon la friolera de tres goles. El árbitro salvadoreño José Roberto Henríquez y su asistente canadiense James Higuet fueron suspendidos ad vitam aeternam (de por vida) por la FIFA. De este arbitraje se dijeron tantas cosas, desde amenazas al cuerpo arbitral por las autoridades militares haitianas, hasta sobornos, conceptos nunca aclarados.

Lo más sobresaliente de la Selección de Trinidad y Tobago, fue cuando se enfrentó a la selección de México y le propinó una soberana goleada de 4-0 goles anotados por Everald Cummings (2), Steve David y Warren Archibald, a pesar de la destacada actuación del portero mexicano Héctor Brambila que evitó varios goles más, con lo cual México quedaba fuera de la clasificación del campeonato alemán. Irónicamente los anotadores de los goles jugarían meses más tarde en la Primera División de México con los Tiburones Rojos de Veracruz (Cummings) y con los Tuneros de San Luis (David y Archibald). Esta selección trinitaria fue considerada como una de las mejores del certamen, inclusive por encima de la Selección de Haití que iría a participar al Mundial de 1974.
No tendría la misma performance en la fase de clasificación al Mundial de 1978, donde no superó la segunda ronda de la zona del Caribe, apeada por Surinam (3-2) en un play off cuyo vencedor clasificaba a la ronda final.
Iniciada la década del ochenta, Trinidad y Tobago tampoco accedió a la ronda final de las eliminatorias al Mundial de 1982 superada por Haití en el grupo B de la zona del Caribe.

La etapa de clasificación al Mundial de 1986 no depararía mejor suerte ya que Trinidad y Tobago finalizó última del grupo 3 de la primera fase, detrás de Costa Rica y Estados Unidos.

Las cosas serían muy distintas en la fase preliminar al Mundial de 1990 donde los Soca Warriors lograron disputar la ronda final estando a un tris de clasificar al Mundial, al finalizar terceros del pentagonal, con 9 puntos, a dos de Costa Rica y Estados Unidos quienes sí clasificaron.

A pesar de todo, en esta década, Trinidad y Tobago se iría afianzando como una de las potencias del Caribe al coronarse dos veces campeona del incipiente Campeonato de la CFU en 1981 y 1988 y sobre todo lograr conquistar la primera Copa del Caribe en 1989.

### De 1990 a 2005
Durante la Copa del Caribe de 1990 organizada en Puerto España, los Soca Warriors alcanzaron la final donde tenían que enfrentar a la selección del Departamento de ultramar de Martinica. Lamentablemente el torneo se canceló debido a un conato de golpe de Estado protagonizado por una facción musulmana de Trinidad y Tobago, la Jamaat al Muslimeen. Simultáneamente, la isla estaba siendo azotada por una tormenta tropical (Arthur) por lo que el evento deportivo pasó a un segundo plano. Tuvieron que esperar la edición de 1992 para volver a ser campeones del Caribe.

Entretanto Trinidad y Tobago participó en la primera edición de la Copa de Oro de la Concacaf en calidad de subcampeón de la Copa del Caribe de 1991. No superó la primera ronda, encuadrada en el grupo B junto con el local Estados Unidos, Costa Rica y Guatemala, eliminada por un peor goal average que Costa Rica. En las eliminatorias al Mundial de 1994, Trinidad y Tobago fue apeada por Jamaica (1-2, 1-1) - su gran rival regional - en la primera fase de la zona del Caribe.

Aunque no logró clasificarse a la Copa de Oro de 1993, Trinidad y Tobago consiguió ganar cuatro veces consecutivas la Copa del Caribe en 1994, 1995, 1996 y 1997, proeza que le valió clasificar a las Copas de Oro de 1996 y 1998 donde, como en 1991, fue eliminada en primera vuelta.

Tras eliminar a República Dominicana (4-1, 8-0) en la tercera ronda de la fase preliminar al Mundial de 1998, Trinidad y Tobago consiguió clasificarse a la ronda semifinal en el grupo 1 junto con Estados Unidos, Costa Rica y Guatemala. Finalizaría en el cuarto lugar con 1 punto, fruto de un empate ante Guatemala en Puerto España (1-1). La década del noventa terminaría con un nuevo campeonato en la Copa del Caribe de 1999.
Clasificados a la Copa de Oro de 2000, los Soca Warriors alcanzarían las semifinales de la justa, después de derrotar a Costa Rica en cuartos (2-1 con gol de oro en el min. 101 marcado por Mickey Trotman). Canadá, futuro campeón del certamen, sería el verdugo de Trinidad y Tobago en la instancia semifinal al derrotarle 1-0.

Comenzadas las eliminatorias al Mundial de 2002, Trinidad y Tobago sorteó exitosamente las rondas preliminares hasta llegar a la segunda fase donde lideró el grupo C con 15 puntos y una recordada victoria ante México (1-0) en Puerto España, después de 27 años. Ya en el hexagonal final, Trinidad y Tobago finalizó en sexta posición con 5 puntos y una sola victoria (1-0) ante Honduras en San Pedro Sula.

Paralelamente, los trinitenses ganarían su octava y última Copa del Caribe en el 2001 al derrotar a Haití por 3-0, conquista que les otorgó la clasificación a la Copa de Oro de 2002 donde fueron eliminados en primera ronda. No clasificarían al año siguiente a la Copa de Oro de 2003 y volverían a ser apeados en primera vuelta de la Copa de Oro de 2005, en el grupo A, tras empatar ante Honduras (1-1) y Panamá (2-2) y caer derrotados ante Colombia (0-2).

### Mundial 2006
El proceso de clasificación al Mundial de Alemania 2006 comenzó en junio de 2004 cuando Trinidad y Tobago enfrentó a su similar de República Dominicana a doble partido en primera fase de la eliminatoria. Tras derrotarla 6-0 en el global, los trinitenses pasaron a segunda fase en el grupo 3 en compañía de México, San Vicente y las Granadinas y San Cristóbal y Nieves. Segundos del grupo con 12 puntos, clasificaron al hexagonal final junto con México, Estados Unidos, Costa Rica, Guatemala y Panamá.

El 12 de octubre de 2005, los Soca Warriors vencieron a México 2-1, con un doblete de Stern John. Esto les permitió finalizar en cuarto lugar del hexagonal (con 13 puntos) con lo que tenían que jugar una repesca con Baréin a doble partido para conseguir el boleto al Mundial de 2006. Después de un empate 1-1 en Puerto España. El equipo logró derrotar a Baréin en Manama por 1-0 con gol de Dennis Lawrence y de este modo sellar su participación en un Mundial de fútbol, el primero de su historia bajo la batuta del técnico holandés Leo Beenhakker.
Ya en la Copa Mundial Trinidad y Tobago fue agrupada junto a Inglaterra, Paraguay y Suecia en el Grupo B de la Copa Mundial de Fútbol de 2006. En su primer duelo logró empatar históricamente 0-0 ante Suecia aunque después cayó ante Inglaterra y Paraguay por un marcador idéntico de (0-2) quedando eliminados de la competición con un solo punto en el casillero.

### Desde el 2007 hasta el 2014
Trinidad y Tobago no tuvo un feliz desempeño en la Copa de Oro de 2007, eliminada en primera fase en el grupo A, derrotada por El Salvador (1-2) y Estados Unidos (0-2) aunque logró rescatar un punto ante Guatemala (1-1). La selección trinitense entró en una pronunciada fase de declive debido a que terminó última en la ronda hexagonal final correspondiente a las eliminatorias al Mundial de 2010, obteniendo una sola victoria, tres empates, y seis derrotas. En las copas del Caribe de 2008 y 2010 fue eliminada en la tercera fase, sin lograr la clasificación a las Copas de Oro de la Concacaf de 2009 y 2011. Tampoco tuvo una feliz participación en la eliminatoria rumbo al Mundial de 2014 donde fue rápidamente eliminada en la segunda fase a manos de la modesta Guyana, situación que provocó el despido del técnico alemán Otto Pfister expresamente contratado para intentar una clasificación al Mundial de Brasil. La selección logró sin embargo revertir parcialmente esta espiral de fracasos al clasificarse a la Copa de Oro de la Concacaf 2013 al finalizar subcampeona de la Copa del Caribe de 2012.
El 18 de junio de 2013 el ex-seleccionador de Canadá, Stephen Hart, fue nombrado flamante técnico nacional por la Federación de Fútbol de Trinidad y Tobago que también apeló a Leo Beenhakker, quien hizo su regreso al país como director de fútbol. Durante la Copa de Oro 2013, Trinidad y Tobago inició el torneo con un empate 2-2 ante El Salvador y cayó 0-2 ante su similar de Haití. Sin embargo los Soca Warriors se resarcieron en su tercer encuentro derrotando 2-0 a Honduras, resultado que les otorgó la clasificación a la segunda fase de la justa, algo que no conseguían desde la edición de 2000. En cuartos de final sucumbieron en las postrimerías del cotejo ante México quien se impuso con apuros en el min. 83 con solitario gol de Raúl Jiménez.
El 4 de junio de 2014, la selección de Trinidad y Tobago Tuvo la chance de enfrentarse por primera vez con Argentina en Buenos Aires, en un partido amistoso preparatorio de este último equipo de cara al Copa Mundial de Fútbol de 2014. El marcador favoreció a los albicelestes por 3 goles a 0.

### 2015-2018
Tras el resultado del sorteo de la Copa Oro 2015 la selección quedó en el Grupo C, junto con las selecciones de: Guatemala, Cuba y México. El nueve de julio de 2015 harían su debut contra la selección de Guatemala, en el Soldier Field en Chicago en el cual la Selección de Trinidad vencería a Guatemala con resultado de 3-1. El segundo partido sería ante la Selección de Cuba que no contaba con la mayoría de sus jugadores debido a que muchos de ellos desertaron cuando inicio el torneo, así el resultado fue de 2-0 a favor de los trinitarios, que le daría los 3 puntos que lo clasificarían a cuartos de final automáticamente, el último partido de fase de grupos fue contra la Selección de México un partido de muchos goles que acabarían en un contundente 4-4. Al haber ganado el grupo C con 7 puntos, su rival sería la selección de Panamá que se clasificó como tercera de su grupo. El partido se desarrolló en la campo del MetLife Stadium en Nueva Jersey, los 90 minutos terminaron en empate (1-1) y en los tiempos extras tampoco hubo goles, el partido se definiría en penales en los cuales perdería 5-6 y la victoria fue para la selección Panameña.
En las eliminatorias al mundial de Rusia 2018 Trinidad queda emparejada en el grupo C junto a Estados Unidos ,Guatemala e San Vicente y las Granadinas. En su primer  encuentro vence a la selección Guatemalteca por 2 a 1 en condición de visitante, luego empata como local sin goles frente a los Estados Unidos y después logró una sufrida victoria de 3 a 2 en Kingstown frente a San Vicente y las Granadinas.
En las últimas tres fechas de su grupo recibe a San Vicente y las Granadinas como local y los golea con un contundente marcador de 6 goles por 0, también recibió a Guatemala y el resultado del partido fue un sufrido empate de 2 a 2 a pesar de que Trinidad y Tobago dominó la primera parte del encuentro y finalizó su participación en el grupo con una abultada derrota de 4 a 0 frente a los Estados Unidos, aun así logró quedar en el segundo lugar del Grupo C con 11 puntos que les dio la posibilidad de acceder al Hexagonal Final para lograr clasificarse por segunda vez en su historia a un mundial de fútbol. Después de haberse clasificado para el hexagonal final participó en la Copa del Caribe de 2016  donde obtuvo resultados como la victoria (4:0) República Dominicana y derrotas como el (0:2) con Martinica (1:2) con Surinam y el (3:4) que le propinó Haití con lo cual no le alcanzó para poder clasificarse para la Copa de Oro 2017
Ya clasificada para el hexagonal final quedó encuadrada con las selecciones de Estados Unidos, México, Costa Rica, Honduras y Panamá. Durante su camino al mundial no tuvo una buena campaña ya que solo logró conseguír dos victorias la primera fue de (1:0) frente a Panamá y en la última fecha cuando ya finalizaba las eliminatorias logró derrotar históricamente a los Estados Unidos por un marcador de (2:1) dejandoló a este último equipo sin chances de poder ir al mundial de Rusia 2018.

### Clasificación a la Copa América 2024
Trinidad y Tobago logró llegar a la fase final para la clasificación a la Copa América 2024. Sin embargo, perdió el partido final ante Canadá con un resultado 2:0. Los caribeños perderían así la oportunidad de clasificar por primera vez a dicho certamen.

## Rivalidad con Jamaica
Trinidad y Tobago mantiene una rivalidad con Jamaica en el llamado Clásico Caribeño. Los dos equipos se enfrentaron por primera vez en un partido no oficial el 28 de diciembre de 1935. Los visitantes ganaron con un resultado de 3-2 en el Parque Sabina frente a una gran audiencia. Doce años más tarde, el 8 de noviembre de 1947, los trinitarios lograron su mayor goleada ante Jamaica en un torneo triangular jugado en Puerto España con un resultado de 6-0.
El primer partido oficial entre Trinidad y Tobago y Jamaica fue en el marco de las clasificatorias para el mundial de Inglaterra 1966 donde empataron 1-1 en 1965. 
Desde la independencia de ambos países en 1962, los dos equipos se han enfrentado en numerosas ocasiones, sobre todo en la Copa del Caribe. Jamaica ganó el título en la Copa del Caribe de 1991 al derrotar a los trinitarios 2-0, y los trinitenses tomaron revancha en la Copa del Caribe de 1992, al ganar 3-1. Ambos equipos se encontraron en las finales de la Copa del Caribe de 1998, en donde Trinidad se impuso 2-1 y en la Copa del Caribe de 2014, ganándola Jamaica por penaltis 4-3  después de un empate sin goles. Sus encuentros más importantes se dieron para las eliminatorias del mundial Corea-Japón 2002, donde ambas selecciones caribeñas llegaron a la fase final del hexagonal. Los Socca Warrios perdieron ambos partidos por 1-0 en Kingston y 1-2 en Puerto España. A pesar de las victorias jamaiquinas, ambas selecciones quedaron fuera de ese mundial.

## Últimos partidos y próximos encuentros
Actualizado al último partido jugado el 22 de junio de 2025
| Fecha      | Ciudad           | Local             | Resultado | Visitante              | Competición                     |
| ---------- | ---------------- | ----------------- | --------- | ---------------------- | ------------------------------- |
| 17-12-2024 | Riad             | Arabia Saudita    | 3:1       | Trinidad y Tobago      | Partido amistoso                |
| 06-02-2025 | Montego Bay      | Jamaica           | 1:0       | Trinidad y Tobago      | Partido amistoso                |
| 09-02-2025 | Trelawny Parish  | Jamaica           | 1:1       | Trinidad y Tobago      | Partido amistoso                |
| 21-03-2025 | Santiago de Cuba | Cuba              | 1:2       | Trinidad y Tobago      | Clasificación Copa Oro 2025     |
| 25-03-2025 | Couva            | Trinidad y Tobago | 4:0       | Cuba                   | Clasificación Copa Oro 2025     |
| 27-05-2025 | Brentford        | Trinidad y Tobago | 2:3       | Jamaica                | Partido amistoso                |
| 31-05-2025 | Londres          | Ghana             | 4:0       | Trinidad y Tobago      | Partido amistoso                |
| 06-06-2025 | Puerto España    | Trinidad y Tobago | 6:2       | San Cristóbal y Nieves | Clasificación Copa Mundial 2026 |
| 10-06-2025 | San José         | Costa Rica        | 2:1       | Trinidad y Tobago      | Clasificación Copa Mundial 2026 |
| 15-06-2025 | San José         | Estados Unidos    | 5:0       | Trinidad y Tobago      | Copa de Oro de la Concacaf 2025 |
| 19-06-2025 | Houston          | Trinidad y Tobago | 1:1       | Haití                  | Copa de Oro de la Concacaf 2025 |
| 22-06-2025 | Paradise         | Arabia Saudita    | 1:1       | Trinidad y Tobago      | Copa de Oro de la Concacaf 2025 |
| -09-2025   | Puerto España    | Trinidad y Tobago | -:-       | Curazao                | Clasificación Copa Mundial 2026 |
| -09-2025   | Kingston         | Jamaica           | -:-       | Trinidad y Tobago      | Clasificación Copa Mundial 2026 |
| -10-2025   | Hamilton         | Bermudas          | -:-       | Trinidad y Tobago      | Clasificación Copa Mundial 2026 |
| -10-2025   | Willemstad       | Curazao           | -:-       | Trinidad y Tobago      | Clasificación Copa Mundial 2026 |
| -11-2025   | Puerto España    | Trinidad y Tobago | -:-       | Jamaica                | Clasificación Copa Mundial 2026 |
| -11-2025   | Puerto España    | Trinidad y Tobago | -:-       | Bermudas               | Clasificación Copa Mundial 2026 |

## Jugadores

### Última convocatoria
Lista de jugadores para disputar la Copa de Oro de la Concacaf 2025.
| No. | Pos. | Jugador             | Fecha de nacimiento (edad)         | Apa. | Goles | Club                    |
| --- | ---- | ------------------- | ---------------------------------- | ---- | ----- | ----------------------- |
| 1   | POR  | Marvin Phillip      | 1 de agosto de 1984 (40 años)      | 93   | 0     | AC Port of Spain        |
| 21  | POR  | Jabari St. Hillaire | 19 de noviembre de 1999 (25 años)  | 3    | 0     | Defence Force           |
| 22  | POR  | Denzil Smith        | 12 de octubre de 1999 (25 años)    | 19   | 0     | AV Alta                 |
|     |      |                     |                                    |      |       |                         |
| 2   | DEF  | Darnell Hospedales  | 13 de marzo de 1999 (26 años)      | 6    | 0     | Montego Bay United      |
| 4   | DEF  | Sheldon Bateau      | 29 de enero de 1991 (34 años)      | 59   | 5     | Beveren                 |
| 5   | DEF  | Justin Garcia       | 26 de octubre de 1995 (29 años)    | 29   | 1     | Defence Force           |
| 6   | DEF  | Andre Raymond       | 9 de noviembre de 2000 (24 años)   | 14   | 0     | Dunfermline Athletic    |
| 16  | DEF  | Alvin Jones         | 9 de julio de 1994 (30 años)       | 60   | 6     | Real Sociedad           |
| 23  | DEF  | Noah Powder         | 27 de octubre de 1998 (26 años)    | 30   | 2     | Westchester             |
| 24  | DEF  | Isaiah Garcia       | 22 de abril de 1998 (27 años)      | 9    | 0     | Defence Force           |
|     |      |                     |                                    |      |       |                         |
| 3   | MED  | Joevin Jones        | 3 de agosto de 1991 (33 años)      | 97   | 14    | Police FC               |
| 7   | MED  | Steffen Yeates      | 4 de enero de 2000 (25 años)       | 7    | 1     | York United             |
| 8   | MED  | Daniel Phillips     | 18 de febrero de 2001 (24 años)    | 18   | 0     | Stevenage               |
| 9   | MED  | Nathaniel James     | 17 de junio de 2004 (21 años)      | 14   | 5     | Portland Hearts of Pine |
| 17  | MED  | Rio Cardines        | 7 de enero de 2006 (19 años)       | 2    | 0     | Crystal Palace          |
| 18  | MED  | Andre Rampersad     | 2 de febrero de 1995 (30 años)     | 22   | 1     | HFX Wanderers           |
| 19  | MED  | Ajani Fortune       | 30 de diciembre de 2002 (22 años)  | 12   | 2     | Atlanta United          |
| 25  | MED  | Kaihim Thomas       | 8 de febrero de 2003 (22 años)     | 5    | 0     | Defence Force           |
|     |      |                     |                                    |      |       |                         |
| 10  | DEL  | Kevin Molino        | 17 de junio de 1990 (35 años)      | 67   | 26    | Defence Force           |
| 11  | DEL  | Levi García         | 20 de noviembre de 1997 (27 años)  | 45   | 10    | Spartak Moscú           |
| 12  | DEL  | Isaiah Leacock      | 11 de noviembre de 1999 (25 años)  | 1    | 1     | Defence Force           |
| 13  | DEL  | Tyrese Spicer       | 4 de diciembre de 2000 (24 años)   | 4    | 0     | Toronto FC              |
| 14  | DEL  | Wayne Frederick     | 13 de junio de 2004 (21 años)      | 1    | 0     | Colorado Rapids         |
| 15  | DEL  | Dante Sealy         | 17 de abril de 2003 (22 años)      | 2    | 2     | CF Montréal             |
| 20  | DEL  | Real Gill           | 23 de enero de 2003 (22 años)      | 13   | 2     | Huntsville City         |
| 26  | DEL  | Isaiah Lee          | 21 de septiembre de 1999 (25 años) | 13   | 3     | La Horquetta Rangers    |

## Récords
Al 29 de Abril de 2017. Jugadores en negrita actualmente en actividad, al menos a nivel de clubes.

### Más apariciones

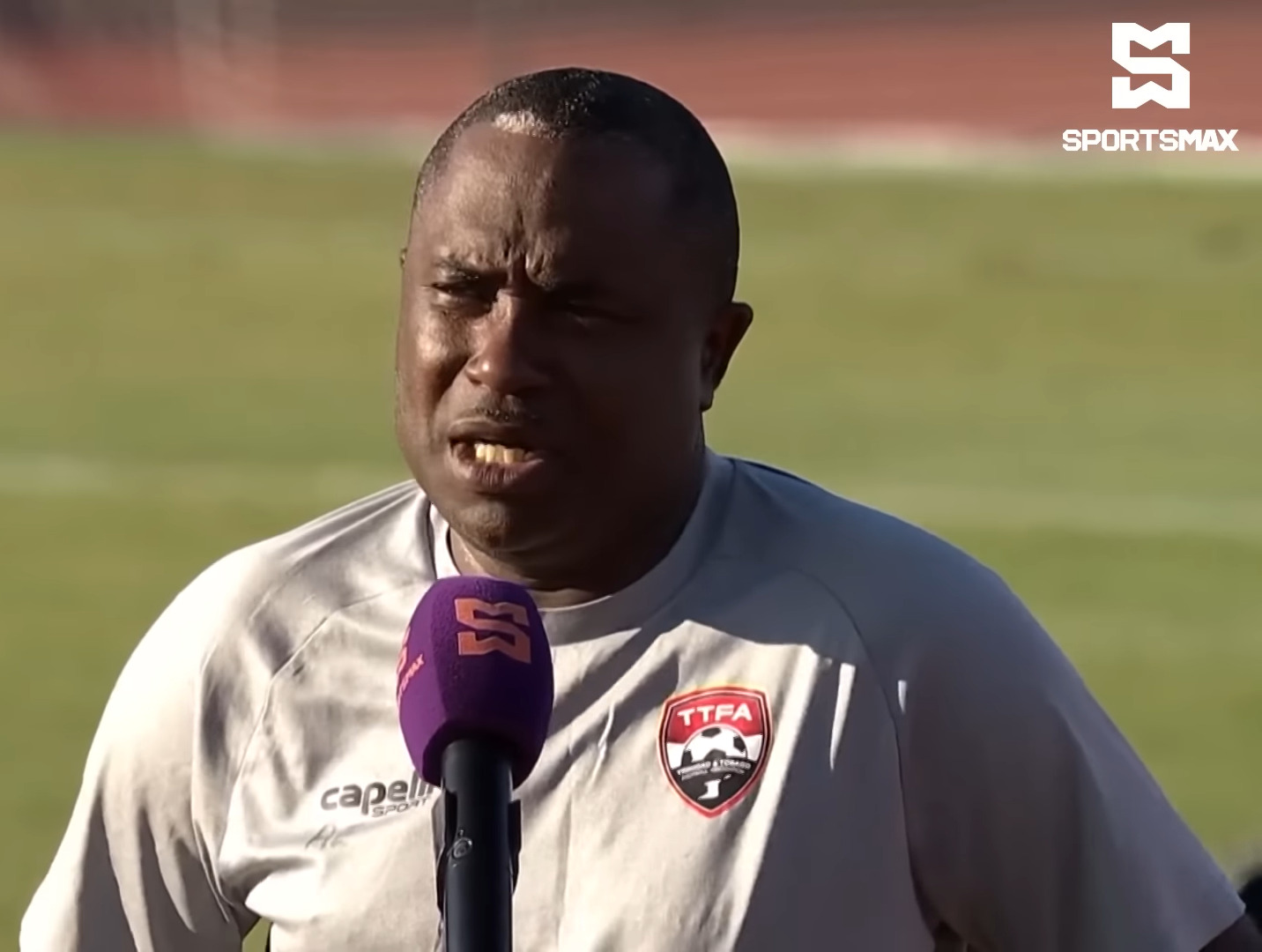
Angus Eve jugador con más partidos jugados con la selección de Trinidad y Tobago

| #  | Jugador              | Presencias | Goles | Periodo   |
| -- | -------------------- | ---------- | ----- | --------- |
| 1  | Angus Eve            | 117        | 34    | 1994–2005 |
| 2  | Stern John           | 115        | 70    | 1995–2011 |
| 3  | Marvin Andrews       | 103        | 10    | 1996–2009 |
| 4  | Densill Theobald     | 99         | 2     | 2002–2013 |
| 5  | Carlos Edwards       | 96         | 4     | 1999–     |
| 6  | Kenwyne Jones        | 91         | 23    | 2003–2017 |
| 7  | Dennis Lawrence      | 89         | 5     | 2000–2010 |
| 8  | Jan-Michael Williams | 81         | 0     | 2003–     |
| 9  | Clayton Ince         | 79         | 0     | 1997–2009 |
| 10 | Russell Latapy       | 78         | 29    | 1988–2009 |

### Máximos Goleadores

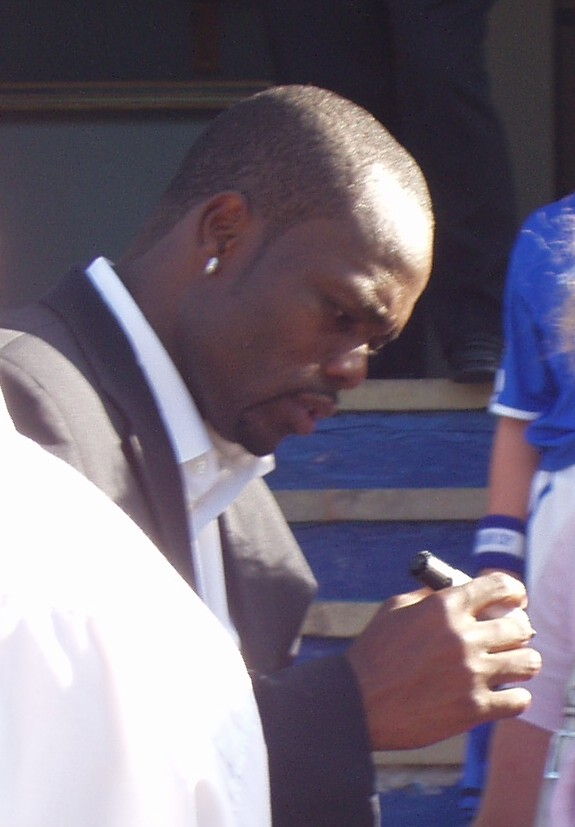
SternJohn Máximo goleador con la selección de Trinidad y Tobago

| #  | Jugador         | Posición      | Goles | Partidos | Promedio | Periodo   |
| -- | --------------- | ------------- | ----- | -------- | -------- | --------- |
| 1  | Stern John      | Delantero     | 70    | 115      | 0.61     | 1995–2011 |
| 2  | Angus Eve       | Mediocampista | 34    | 117      | 0.29     | 1994–2005 |
| 3  | Russell Latapy  | Mediocampista | 29    | 81       | 0.36     | 1988–2009 |
| 4  | Arnold Dwarika  | Mediocampista | 28    | 73       | 0.38     | 1993–2008 |
| 5  | Cornell Glen    | Delantero     | 24    | 71       | 0.34     | 2002–2013 |
| 6  | Kenwyne Jones   | Delantero     | 23    | 91       | 0.25     | 2003–2017 |
| 7  | Nigel Pierre    | Delantero     | 22    | 57       | 0.39     | 1999–2005 |
| 8  | Leonson Lewis   | Delantero     | 21    | 31       | 0.68     | 1988–1996 |
| 9  | Dwight Yorke    | Delantero     | 19    | 72       | 0.26     | 1989–2009 |
| 10 | Devorn Jorsling | Delantero     | 18    | 41       | 0.44     | 2007–2015 |
| 10 | Kevin Molino    | Delantero     | 18    | 39       | 0.46     | 2010–     |

## Entrenadores
- Joffre Chambers (1964)
- Amerigo Brunner (1965-1966)
- Conrad Braithwaite (1967)
- Michael Laing (1968)
- Trevor Smith (1969-1970)
- Kevin Verity (1971-1973)
- Rudi Gutendorf (1976)
- Edgar Vidale (1976)
- Alvin Corneal (1980)
- Kenneth Butcher (1980)
- Roderick Warner (1984-1985)
- Everald Cummings (1988-1989)
- Kenwyn Cooper (1989)
- Alvin Corneal (1990)
- Edgar Vidale (1990-1991)
- Muhammad Isa (1992)
- Clovis D'Oliviera (1992)
- Everald Cummings (1993)
- Kenny Joseph (1994)
- Zoran Vraneš (1994-1996)
- Jochen Figge (1996)
- Kenny Joseph (1996)
- Sebastián de Araújo (1996)
- Edgar Vidale (1997)
- Bertille St. Clair (1997-2000)
- Ian Porterfield (2000-2001)
- René Simões (2001-2002)
- Clayton Morris (2002)
- Hannibal Najjar (2002-2003)
- Zoran Vraneš (2003)
- Stuart Charles-Fevrier (2003)
- Ron La Forest (2004)
- Bertille St. Clair (2004-2005)
- Leo Beenhakker (2005-2006)
- Wim Rijsbergen (2006-2007)
- Anton Corneal (2008)
- Francisco Maturana (2008-2009)
- Russell Latapy (2009–2011)
- Otto Pfister (2011–2012)
- Hutson Charles (2012–2013)
- Jamaal Shabazz (2012–2013)
- Stephen Hart (2013–2016)
- Tom Saintfiet (2016-2017)
- Dennis Lawrence (2017-2019)
- Terry Fenwick (2019-2021)
- Angus Eve (2021-2024)
- Derek King (2024)
- Dwight Yorke (2024-act.)

## Estadísticas

### Copa Mundial de Fútbol
| Copa Mundial de Fútbol | Copa Mundial de Fútbol | Copa Mundial de Fútbol | Copa Mundial de Fútbol | Copa Mundial de Fútbol | Copa Mundial de Fútbol | Copa Mundial de Fútbol | Copa Mundial de Fútbol |
| Año                    | Ronda                  | J                      | G                      | E                      | P                      | GF                     | GC                     |
| ---------------------- | ---------------------- | ---------------------- | ---------------------- | ---------------------- | ---------------------- | ---------------------- | ---------------------- |
| 1930 - 1962            | No participó           | No participó           | No participó           | No participó           | No participó           | No participó           | No participó           |
| 1966-2002              | No clasificó           | No clasificó           | No clasificó           | No clasificó           | No clasificó           | No clasificó           | No clasificó           |
| 2006                   | Fase de grupos         | 3                      | 0                      | 1                      | 2                      | 0                      | 4                      |
| 2010                   | No clasificó           | No clasificó           | No clasificó           | No clasificó           | No clasificó           | No clasificó           | No clasificó           |
| 2014                   | No clasificó           | No clasificó           | No clasificó           | No clasificó           | No clasificó           | No clasificó           | No clasificó           |
| 2018                   | No clasificó           | No clasificó           | No clasificó           | No clasificó           | No clasificó           | No clasificó           | No clasificó           |
| 2022                   | No clasificó           | No clasificó           | No clasificó           | No clasificó           | No clasificó           | No clasificó           | No clasificó           |
| 2026                   | Por disputarse         | Por disputarse         | Por disputarse         | Por disputarse         | Por disputarse         | Por disputarse         | Por disputarse         |
| 2030                   | Por disputarse         | Por disputarse         | Por disputarse         | Por disputarse         | Por disputarse         | Por disputarse         | Por disputarse         |
| 2034                   | Por disputarse         | Por disputarse         | Por disputarse         | Por disputarse         | Por disputarse         | Por disputarse         | Por disputarse         |
| Total                  | 1/22                   | 3                      | 0                      | 1                      | 2                      | 0                      | 4                      |

### Copa Oro de la Concacaf
| Copa Oro de la Concacaf | Copa Oro de la Concacaf | Copa Oro de la Concacaf | Copa Oro de la Concacaf | Copa Oro de la Concacaf | Copa Oro de la Concacaf | Copa Oro de la Concacaf | Copa Oro de la Concacaf |
| Año                     | Ronda                   | J                       | G                       | E                       | P                       | GF                      | GC                      |
| ----------------------- | ----------------------- | ----------------------- | ----------------------- | ----------------------- | ----------------------- | ----------------------- | ----------------------- |
| 1963                    | No participó            | No participó            | No participó            | No participó            | No participó            | No participó            | No participó            |
| 1965                    | Se retiró               | Se retiró               | Se retiró               | Se retiró               | Se retiró               | Se retiró               | Se retiró               |
| 1967                    | Cuarto lugar            | 5                       | 2                       | 0                       | 3                       | 6                       | 10                      |
| 1969                    | Quinto lugar            | 5                       | 1                       | 1                       | 3                       | 4                       | 12                      |
| 1971                    | Quinto lugar            | 5                       | 1                       | 2                       | 2                       | 6                       | 12                      |
| 1973                    | Subcampeón              | 5                       | 3                       | 0                       | 2                       | 11                      | 4                       |
| 1977                    | No clasificó            | No clasificó            | No clasificó            | No clasificó            | No clasificó            | No clasificó            | No clasificó            |
| 1981                    | No clasificó            | No clasificó            | No clasificó            | No clasificó            | No clasificó            | No clasificó            | No clasificó            |
| 1985                    | Fase de grupos          | 4                       | 0                       | 1                       | 3                       | 2                       | 7                       |
| 1989                    | Tercer lugar            | 8                       | 3                       | 3                       | 2                       | 7                       | 5                       |
| 1991                    | Fase de grupos          | 3                       | 1                       | 0                       | 2                       | 3                       | 4                       |
| 1993                    | No clasificó            | No clasificó            | No clasificó            | No clasificó            | No clasificó            | No clasificó            | No clasificó            |
| 1996                    | Fase de grupos          | 2                       | 0                       | 0                       | 2                       | 4                       | 6                       |
| 1998                    | Fase de grupos          | 2                       | 1                       | 0                       | 1                       | 5                       | 5                       |
| 2000                    | Semifinales             | 4                       | 2                       | 0                       | 2                       | 6                       | 8                       |
| 2002                    | Fase de grupos          | 2                       | 0                       | 1                       | 1                       | 1                       | 2                       |
| 2003                    | No clasificó            | No clasificó            | No clasificó            | No clasificó            | No clasificó            | No clasificó            | No clasificó            |
| 2005                    | Fase de grupos          | 3                       | 0                       | 2                       | 1                       | 3                       | 5                       |
| 2007                    | Fase de grupos          | 3                       | 0                       | 1                       | 2                       | 2                       | 5                       |
| 2009                    | No clasificó            | No clasificó            | No clasificó            | No clasificó            | No clasificó            | No clasificó            | No clasificó            |
| 2011                    | No clasificó            | No clasificó            | No clasificó            | No clasificó            | No clasificó            | No clasificó            | No clasificó            |
| 2013                    | Cuartos de final        | 4                       | 1                       | 1                       | 2                       | 4                       | 5                       |
| 2015                    | Cuartos de final        | 4                       | 2                       | 2                       | 0                       | 10                      | 6                       |
| 2017                    | No clasificó            | No clasificó            | No clasificó            | No clasificó            | No clasificó            | No clasificó            | No clasificó            |
| 2019                    | Fase de grupos          | 3                       | 0                       | 1                       | 2                       | 1                       | 9                       |
| 2021                    | Fase de grupos          | 3                       | 0                       | 2                       | 1                       | 1                       | 3                       |
| 2023                    | Fase de grupos          | 3                       | 1                       | 0                       | 2                       | 4                       | 10                      |
| 2025                    | Fase de grupos          | 3                       | 0                       | 2                       | 1                       | 2                       | 7                       |
| Total                   | 19/28                   | 71                      | 18                      | 19                      | 34                      | 82                      | 125                     |

### Liga de Naciones de la Concacaf
| Liga de Naciones de la Concacaf | Liga de Naciones de la Concacaf | Liga de Naciones de la Concacaf | Liga de Naciones de la Concacaf | Liga de Naciones de la Concacaf | Liga de Naciones de la Concacaf | Liga de Naciones de la Concacaf | Liga de Naciones de la Concacaf | Liga de Naciones de la Concacaf | Liga de Naciones de la Concacaf |
| Año                             | L                               | G                               | Ronda                           | J                               | G                               | E                               | P                               | GF                              | GC                              |
| ------------------------------- | ------------------------------- | ------------------------------- | ------------------------------- | ------------------------------- | ------------------------------- | ------------------------------- | ------------------------------- | ------------------------------- | ------------------------------- |
| 2019-20                         | A                               | C                               | Tercer lugar                    | 4                               | 0                               | 2                               | 2                               | 3                               | 9                               |
| 2022-23                         | B                               | C                               | Segundo lugar                   | 6                               | 4                               | 1                               | 1                               | 12                              | 4                               |
| 2023-24                         | A                               | A                               | Cuartos de final                | 6                               | 4                               | 0                               | 2                               | 12                              | 13                              |
| 2024-25                         | A                               | B                               | Cuarto lugar                    | 4                               | 1                               | 2                               | 1                               | 5                               | 7                               |
| Total                           | Total                           | Total                           | 4/4                             | 20                              | 9                               | 5                               | 6                               | 32                              | 33                              |

## Torneos regionales de la CFU

### Copa de Naciones de la CFU
| Copa de Naciones de la CFU | Copa de Naciones de la CFU | Copa de Naciones de la CFU | Copa de Naciones de la CFU | Copa de Naciones de la CFU | Copa de Naciones de la CFU | Copa de Naciones de la CFU | Copa de Naciones de la CFU |
| Año                        | Ronda                      | J                          | G                          | E                          | P                          | GF                         | GC                         |
| -------------------------- | -------------------------- | -------------------------- | -------------------------- | -------------------------- | -------------------------- | -------------------------- | -------------------------- |
| 1978                       | Subcampeón                 | 3                          | 1                          | 1                          | 1                          | 5                          | 4                          |
| 1979                       | Cuarto lugar               | 3                          | 0                          | 0                          | 3                          | 1                          | 6                          |
| 1981                       | Campeón                    | 3                          | 3                          | 0                          | 0                          | 10                         | 0                          |
| 1983                       | Subcampeón                 | 3                          | 2                          | 0                          | 1                          | 4                          | 4                          |
| 1985                       | No clasificó               | No clasificó               | No clasificó               | No clasificó               | No clasificó               | No clasificó               | No clasificó               |
| 1988                       | Campeón                    | 3                          | 2                          | 1                          | 0                          | 7                          | 1                          |
| Total                      | 5/6                        | 15                         | 8                          | 2                          | 5                          | 27                         | 15                         |

### Copa del Caribe
| Copa del Caribe | Copa del Caribe | Copa del Caribe | Copa del Caribe | Copa del Caribe | Copa del Caribe | Copa del Caribe | Copa del Caribe |
| Año             | Ronda           | J               | G               | E               | P               | GF              | GC              |
| --------------- | --------------- | --------------- | --------------- | --------------- | --------------- | --------------- | --------------- |
| 1989            | Campeón         | 3               | 2               | 0               | 1               | 5               | 3               |
| 1990            | Finalista       | 2               | 1               | 1               | 0               | 5               | 0               |
| 1991            | Subcampeón      | 5               | 3               | 0               | 2               | 12              | 5               |
| 1992            | Campeón         | 5               | 5               | 0               | 0               | 14              | 2               |
| 1993            | Tercer lugar    | 5               | 2               | 1               | 2               | 10              | 10              |
| 1994            | Campeón         | 5               | 4               | 1               | 0               | 17              | 4               |
| 1995            | Campeón         | 5               | 4               | 0               | 1               | 21              | 3               |
| 1996            | Campeón         | 5               | 5               | 0               | 0               | 13              | 2               |
| 1997            | Campeón         | 4               | 2               | 1               | 1               | 9               | 3               |
| 1998            | Subcampeón      | 5               | 4               | 0               | 1               | 18              | 6               |
| 1999            | Campeón         | 5               | 5               | 0               | 0               | 19              | 4               |
| 2001            | Campeón         | 5               | 4               | 0               | 1               | 13              | 3               |
| 2005            | Tercer lugar    | 3               | 1               | 0               | 2               | 5               | 6               |
| 2007            | Subcampeón      | 5               | 3               | 1               | 1               | 13              | 6               |
| 2008            | Fase de grupos  | 3               | 1               | 1               | 1               | 4               | 4               |
| 2010            | Fase de grupos  | 3               | 1               | 0               | 2               | 1               | 3               |
| 2012            | Subcampeón      | 5               | 2               | 2               | 1               | 6               | 5               |
| 2014            | Subcampeón      | 4               | 2               | 2               | 0               | 7               | 4               |
| 2016            | No clasificó    | No clasificó    | No clasificó    | No clasificó    | No clasificó    | No clasificó    | No clasificó    |
| Total           | 18/19           | 77              | 51              | 10              | 16              | 192             | 73              |

## Palmarés
- Copa del Caribe (8): 1989, 1992, 1994, 1995, 1996, 1997, 1999 y 2001.

- Campeonato de la CFU (2): 1981 y 1988.